# Siphonophora robusta
Siphonophora robusta är en mångfotingart som beskrevs av Chamberlin 1918. Siphonophora robusta ingår i släktet Siphonophora och familjen Siphonophoridae. Inga underarter finns listade i Catalogue of Life.